# Axiomas de separação
Em topologia, chamam-se axiomas de separação a uma série de axiomas que descrevem de que forma um espaço topológico pode ser separado em partes menores; ou, mais precisamente, de que forma pontos e subconjuntos de um espaço topológico podem ser distinguidos através de propriedades topológicas.
O conceito básico dos axiomas de separação é que pontos e conjuntos do espaço possam ser distintos topologicamente, em outras palavras, que haja alguma propriedade topológica que permita distinguir estes elementos.
Por exemplo, dois pontos p e q, {\displaystyle p\neq q\,} são topologicamente distintos quando existe um aberto A que contém um deles mas não contém o outro.
Na topologia grosseira, em que há apenas dois abertos (o conjunto vazio e o conjunto total), dois pontos quaisquer não são topologicamente distintos. Por outro lado, na topologia discreta, em que todos subconjuntos do espaço são abertos, dois pontos quaisquer são topologicamente distintos. Nos espaços métricos, igualmente, dois pontos quaisquer são topologicamente distintos. Assim, chama-se a esta propriedade o axioma T0 de separação:
Um espaço é T0 ou Kolmogorov quando dois pontos diferentes  p e q podem ser distintos topologicamente.
Os demais axiomas de separação são formulados analogamente; pode ser exigida a existência simultânea de abertos disjuntos, a separação de conjuntos fechados ou a existência de funções contínuas.

## Lista dos axiomas de separação
Os textos didáticos costumam diferir na apresentação dos axiomas, e na sua numeração; por exemplo, um espaço T3 deve satisfazer a propriedade de que um subconjunto fechado e um ponto externo a ele possam ser separados por abertos, o texto da Universidade de Toronto exige também que seja um axioma T1,  mas o texto de Nikolay S. Strigul não exige nenhum outro axioma.
Os axiomas são:
- Kolmogorov ou T0: dois pontos quaisquer são topologicamente distintos.[1][3]
- T1: dois pontos quaisquer podem ser separados por abertos, ou seja, para todo a e b existem abertos Ua e Ub tais que cada ponto está em um aberto e não está no outro.[1][3] Também chamado de espaço de Fréchet.[1]
- Hausdorff ou T2: dois pontos quaisquer podem ser separados por abertos disjuntos.[1][3]

A partir daqui, as definições costumam variar entre livros.
- Qualquer conjunto fechado e um ponto que não pertence a este conjunto podem ser separados por abertos. Algumas vezes chamado de T3.[1]
- Espaço regular, quando satisfaz o axioma acima e é T1 (chamado, neste contexto, de T3) [3] ou T2.[1] Note que as duas definições são equivalentes, porque {\displaystyle T2\implies T1\implies T0\,}, e a propriedade acima combinada com T0 implica T2.[1]
- Qualquer conjunto fechado não vazio e um ponto que não pertence a este conjunto podem ser separados por funções contínuas.
- Espaço completamente regular ou {\displaystyle T3{\frac {1}{2}}\,}, quando satisfaz o axioma acima e é T1.[3]
- Dois conjuntos fechados disjuntos quaisquer podem ser separados por abertos. Algumas vezes chamado de T4,[1] em outras vezes T4 exige este axioma e T1.[3]
- Espaço normal, quando satisfaz a propriedade acima e é T1,[1][3] algumas vezes chamado T4.[3]
- T5, quando dois conjuntos disjuntos quaisquer podem ser separados por abertos.[1]
- Espaço completamente normal, quando é normal e T5.[1]

## Relação entre os axiomas de separação
Claramente, alguns axiomas implicam outros. A falta de implicação inversa, na maioria dos casos, pode ser ilustrada por contraexemplos. De modo geral, temos:
- Claramente, {\displaystyle T2\implies T1\implies T0\,} [1][3]
- Espaços T0 em que "um conjunto fechado e um ponto fora do conjunto podem ser separados por abertos" são T2.[1]
- Um espaço normal ("dois conjuntos fechados disjuntos podem ser separados por abertos" e T1) é completamente regular.[1]